# Philip Bradbourn

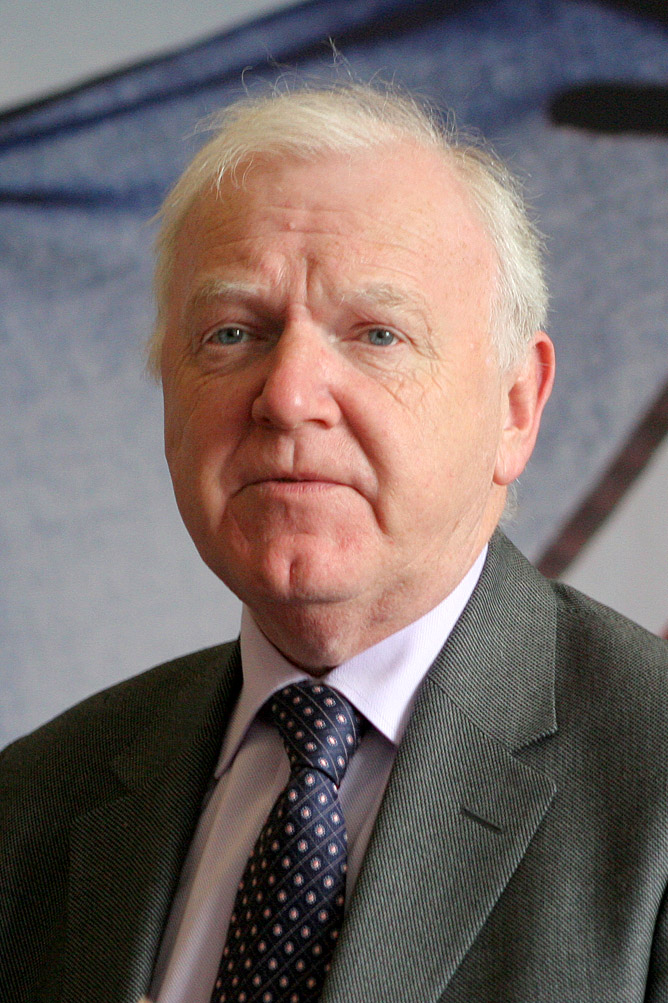
Philip Bradbourn

Philip Bradbourn (* 9. August 1951 in Tipton, Staffordshire; † 19. Dezember 2014) war ein britischer Politiker der Conservative Party.

## Leben
Bradbourn besuchte die Tipton Grammar School. Er studierte am Wulfrun College und Worcester College Verwaltungswissenschaften. Von 1999 bis zu seinem Tod war Bradbourn Abgeordneter im Europäischen Parlament. Er starb im Dezember 2014 an Darmkrebs.

## EU-Abgeordneter
Bradbourn war als Abgeordneter in der Fraktion Europäische Konservative und Reformisten; er war Vorsitzender in der Delegation für die Beziehungen zu Kanada sowie Mitglied in der Konferenz der Delegationsvorsitze und im Ausschuss für Verkehr und Fremdenverkehr.

## Auszeichnungen
- 1994: Träger des Ordens des Britischen Imperiums